# Claire Roman

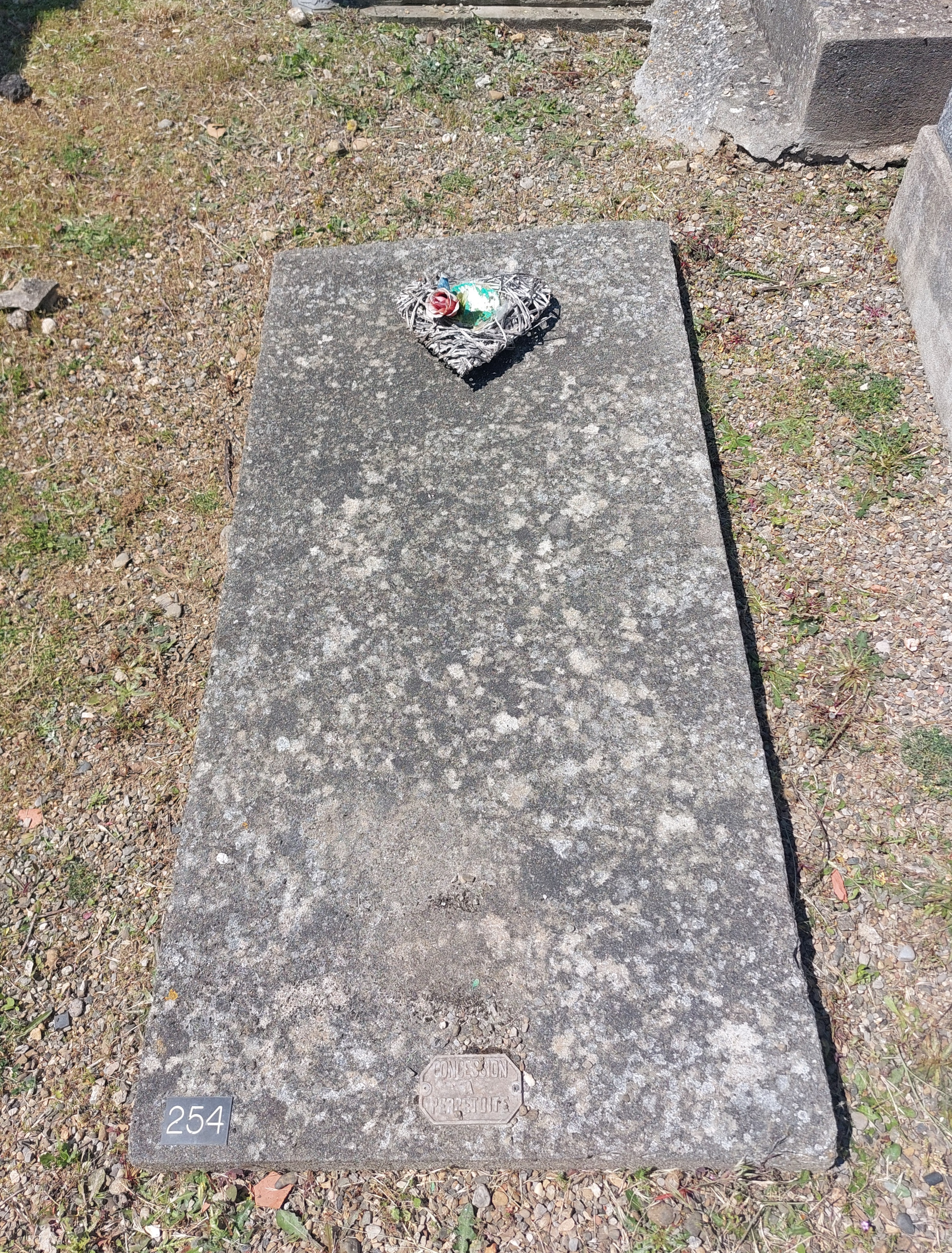
La tombe de l'aviatrice, située au cimetière Saint-Vincent de Carcassonne.

Claire Roman, née Claire-Henriette-Émilie Chambaud le 25 mars 1906 à Mulhouse (France) et morte accidentellement le 4 août 1941 à Salvezines dans le département de l’Aude, est la première aviatrice militaire française.

## Biographie

### Famille et formation
Née dans une famille bourgeoise (son père Jules Chambaud était directeur d'usine), Claire Roman connaît une enfance dorée. Bachelière à 16 ans, elle est envoyée en Angleterre par ses parents pour y apprendre la langue. À son retour, elle s'inscrit à Paris en Sorbonne où elle suit le cours de philosophie. Parallèlement, elle apprend la peinture, réussit ses examens d'infirmière en 1926 et 1927 et voyage beaucoup avec son père en Afrique, Asie et Europe centrale.
En 1929, elle épouse Serge Roman, alors lieutenant au 31e régiment d'infanterie, titulaire d'une Croix de Guerre obtenue durant la Première Guerre mondiale à laquelle il a pris part. Mais le mariage d'amour se transforme vite en discorde. Claire Roman, très active, sort beaucoup en compagnie d'artistes et pratique le sport. Serge Roman, au contraire, sans doute très marqué par ses souvenirs douloureux de la Première Guerre mondiale s'enfonce dans l'inaction et la tristesse. Il se suicide le 22 mars 1932, en se jetant par la fenêtre de son appartement.

### Débuts en pilotage
Très affectée par ce drame, Claire Roman abandonne alors son train de vie bourgeois pour s'engager comme infirmière de la Croix-Rouge au Maroc. Séduite par le vol des avions au-dessus de Meknès, elle décide d'apprendre le pilotage, se rendant quelques minutes chaque matin sur le terrain d'aviation avant sa prise de service à l'hôpital Louis. Le 26 novembre 1932, elle obtient son brevet de pilote de tourisme après seulement 26 heures heures de vol.
En 1933, après quelques excursions au-dessus de Fès, Tanger, Meknès, elle est chargée de convoyer un appareil Caudron de Meknès à Paris. Après sept heures trente de vol et avoir ravitaillé à Tanger, elle atteint Barcelone. Le lendemain, 2 septembre, elle se pose à Lyon, après avoir fait escale à Perpignan. Le 3, elle est à Paris.
Elle décide alors de quitter Meknès pour revivre à Paris où elle s'inscrit à l'aéroclub Roland-Garros d'Orly. Elle y apprend le pilotage de différents appareils : Caudron C.272, Morane-Saulnier et Potez 43. Le 13 mai 1934, elle participe au rallye Paris-Deauville. En juillet, elle s'inscrit à l'aéroclub Caudron de Guyancourt, puis en novembre part en Angleterre où elle apprend le pilotage d'autres types d'avions et s'initie au vol de nuit.

### Aviatrice reconnue
Durant le mois d'août 1935, sur un appareil Morane-Saulnier, elle s'initie à la voltige aérienne et le 31 participe à la première coupe Hélène Boucher où elle se classe seconde derrière Maryse Hilsz avec un appareil Maillet de 180 chevaux, beaucoup moins puissant que celui de la gagnante qui volait sur un Breguet 27-4 de 770 chevaux. Durant la dernière quinzaine d'octobre 1935, sur un Maillet 20F, elle participe au Tour de France des prototypes où elle est l'unique aviatrice.
Le 17 mars 1936, elle obtient son brevet de pilotage sans visibilité après seulement 130 minutes de vol. Puis du 6 au 8 avril, elle mène à bien un vol vers Casablanca, retour du Maroc le 18, avec des arrêts prolongés à Séville et Madrid pour rentrer à Paris le 24. Du 2 au 5 juillet, à bord d'un Phrygane F-AOCV, elle participe au Tour de Belgique, puis de nouveau à la coupe Hélène Boucher le 29 août avec son Maillet-Lignel 21. Elle y prend encore une fois la seconde place derrière Maryse Hilsz.
Tout en poursuivant son travail pour la Croix-Rouge, le 28 octobre 1936 elle obtient son brevet de pilote de transport. Elle est désormais habilitée à faire du convoyage professionnel et à donner des cours en tant qu'instructrice.
1937 est l'année de son grand raid Paris-Pondichéry à bord d'un Salmon Phrygane, où, partie en avril avec son amie Alix Lucas-Naudin, elle affronte tempêtes, chaleur étouffante, vents de sable, ciels bouchés et tracasseries administratives, mais arrive à destination après des escales à Foggia, Rhodes, Alep, Bagdad, Bassorah, Bouchir, Karachi, Ahmedabad, Bombay et Hyderabad. Le retour se fait par Karikal, Yanaon, Chandernagor, Bénarès, Âgrâ, Delhi, Karachi, Djask, Bouchir, puis à travers la Syrie, l'Égypte, la Tripolitaine et la Tunisie.
Cette même année 1937, la plus belle de sa carrière aéronautique, est également celle de ses records du monde,:
- Record d'altitude pour multi-place à 5 500 m, comme passagère de Clément (4 novembre 1937).
- Record féminin d'altitude sur monoplace à 6 241 m (5 novembre 1937).
- Record féminin d'altitude sur multi-place à 5 343 m, avec Alix Lucas-Naudin (10 novembre 1937).
- Record féminin d'altitude, catégorie 2 à 6 782 m (29 décembre 1937).
- Record de vitesse sur 2 000 km à la moyenne de 245 km/h (30 décembre 1937).

Pour Claire Roman, l'année 1938 se résume à 40 heures de vol. Un projet de croisière promotionnelle monté avec le ministère de l'Air est abandonné en raison de la situation internationale tendue. Roman n'en complète pas moins sa quantité de licences en passant les brevets A, B et C de vol à voile.

### Seconde Guerre mondiale
En 1939, elle est réquisitionnée avec trois autres pilotes, Maryse Bastié, Maryse Hilsz et Paulette Bray-Bouquet pour convoyer des avions vers le front. Par la suite, avec le décret du 27 mai 1940, qui autorise la création d'un corps féminin de pilotes auxiliaires, elle poursuit les convoyages. Elle devient alors le sous-lieutenant Roman, chargé d'évacuer des avions de liaison ou d'entraînement sous les bombes allemandes. Capturée par l'ennemi le 18 juin 1940 à l'aérodrome de Rennes - Saint-Jacques en Bretagne, elle parvient à s'évader après plusieurs tentatives dans des conditions rocambolesques : elle s'enfuit à vélo, puis prend les commandes d'un avion de guerre dont elle ignore tout du pilotage,. Citée à l'ordre de l'armée et décorée de la Croix de guerre, elle rejoint la base de l'Armée de l'air de Bordeaux et reprend immédiatement ses missions dans le sud-ouest. Elle pilote ainsi jusqu'à la fin août 1940 où elle est démobilisée à la suite de la dissolution du corps féminin, avec la débâcle de l'armée française,. Une appréciation du 15 août sur son dossier militaire mentionne : « Par sa discipline, son courage qui saurait s'élever à l'héroïsme, son sens du devoir, ses qualités de pilote, Madame Roman s'est élevée à un niveau que peu d'hommes atteignent ». Elle reprend ses activités d'infirmière convoyant un camion de 5 tonnes à travers la France d'un camp de prisonniers à un autre. 
Le 4 août 1941, apprenant sa mère malade à Pau, elle embarque comme pilote à bord d'un avion de la compagnie Air Bleu effectuant une liaison Vichy-Pau. Pris dans de très mauvaises conditions météorologiques, l'avion percute le pic d'Estable sur la commune de Salvezines, dans le département de l'Aude. Le pilote, le radio et les trois passagers, dont Claire Roman, sont tués sur le coup. Des vestiges de l'avion sont retrouvés en juin 2016 par l'association Aerocherche,.
Elle est inhumée au cimetière Saint-Vincent de Carcassonne, carré 3, tombe 254.
En février 1942, la Croix-Rouge française publie dans son bulletin le rapport de l'accident de l'infirmière et IPSA (Infirmière Pilote et Secouriste de l'Air) Claire Roman, morte le 4 août 1941 lors de l'évacuation d'un groupe de civils blessés restés isolés dans un endroit montagneux. Tous les passagers de l'avion sont donnés pour morts dans l'accident. Quatre jours plus tard, le 8 août 1941 la notice est déjà reprise par un petit journal américain : la Gazette de Pittston en Pennsylvanie qui écrit : « Claire Roman, célèbre aviatrice française a été tuée aujourd'hui dans le premier vol qu'elle effectuait après la défaite française ». Le 9 août la notice apparaît dans le Chicago Tribune qui écrit plus succinctement: « Claire Roman, aviatrice française connue, a été tuée dans un accident ». Marie-Madeleine Fourcade, chef du réseau Alliance, et dont l'un des membres est le radio tué, confirme la mort de Claire Roman dans l'accident, mais écrit dans ses mémoires qu'elle était le pilote de l'avion utilisé.

## Décoration
- Croix de guerre 1939–1945, palme de bronze, accompagnée de la citation à l'ordre de l'armée de l'Air du 23 juin 1940 suivante[12] : « Pilote plein d'allant qui étant prisonnier a fait preuve le 18 juin 1940 de hardiesse réfléchie et de belles qualité d'initiative et de sang-froid en s'évadant à bicyclette puis en avion de guerre bien que n'en connaissant pas le fonctionnement. »

## Postérité
En 2021, un timbre français est émis à la mémoire de Claire Roman et de Pierre Clostermann, d'une valeur de 4,71 euros.
Une rue de Toulouse et une allée de Garchizy (Nièvre) portent son nom.
Un groupe scolaire à son nom ouvre en 2024 dans le quartier des Coteaux à Mulhouse. Un nouveau groupe scolaire porte le nom de Claire Roman à Seysses, en Haute-Garonne.